# Swift Gamma-Ray Burst Mission
El Swift Gamma-Ray Burst Mission és un observatori espacial que consisteix d'una nau espacial robòtica anomenada Swift, que va ser posat en òrbita el 20 de novembre de 2004, a les 17:16:00 UTC en un vehicle de llançament d'un sol ús Delta II 7320-10C. El Swift és administrat pel Goddard Space Flight Center de la NASA, i va ser desenvolupat per un consorci internacional format pels Estats Units, Regne Unit, i Itàlia. És part del Medium Explorer Program (MIDEX) de la NASA.